# Processo alle streghe di Salem

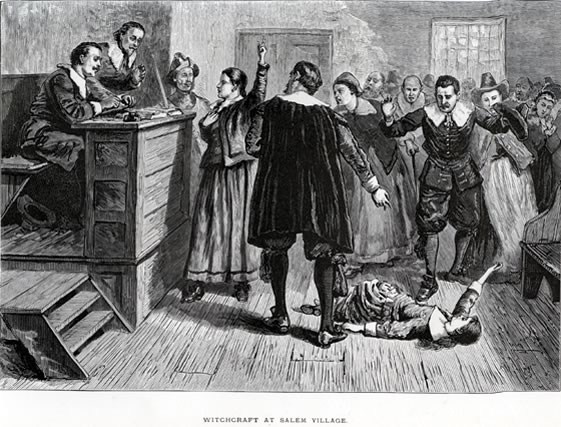
Il processo a Mary Walcott (1692) in un'illustrazione del 1876. La diciassettenne Mary Walcott fu accusata di essere una strega quando cominciò a parlare in modo insolito.

Il processo alle streghe di Salem comprende  una serie di atti giuridici rivolti a persone accusate di stregoneria che si svolse a partire dal 1692 nel villaggio di Salem (contea di Essex, Massachusetts), il cui territorio è ora in gran parte  ricompreso nella città di Danvers.
Fu l'ultimo del suo genere nelle colonie britanniche del Nordamerica. In precedenza 17 persone erano già state sottoposte alla pena capitale nella zona per lo stesso reato, nel corso di una caccia alle streghe durata dal 1647 al 1688. Con i processi del 1692 iniziò la più estesa serie di accuse, arresti ed esecuzioni capitali mai inflitte per il reato di stregoneria nei possedimenti britannici nel Nuovo mondo. Al termine del processo, 19 persone furono giustiziate tramite impiccagione, mentre un uomo venne schiacciato a morte per essersi rifiutato di testimoniare; 150 sospettati furono imprigionati e altre 200 persone furono accusate di stregoneria, un numero molto elevato se rapportato al fatto che all'epoca la popolazione del New England era di circa 100 000 unità, con un'intensità superiore a quella raggiunta nel Regno Unito.
Le incriminazioni per stregoneria dilagarono in pochi mesi nelle città circostanti: Andover, Amesbury, Salisbury, Haverhill, Topsfield, Ipswich, Rowley, Gloucester, Manchester, Malden, Charlestown, Billerica, Beverly, Reading, Woburn, Lynn, Marblehead e Boston. I processi ebbero inizio ad aprile e terminarono in novembre, quando la protesta di alcuni dei religiosi più influenti del Massachusetts spinse il governatore a sospendere i lavori del tribunale. L'anno successivo un'apposita corte speciale esaminò i casi rimasti pendenti, ponendo fine alla questione.

## Il contesto geografico e storico

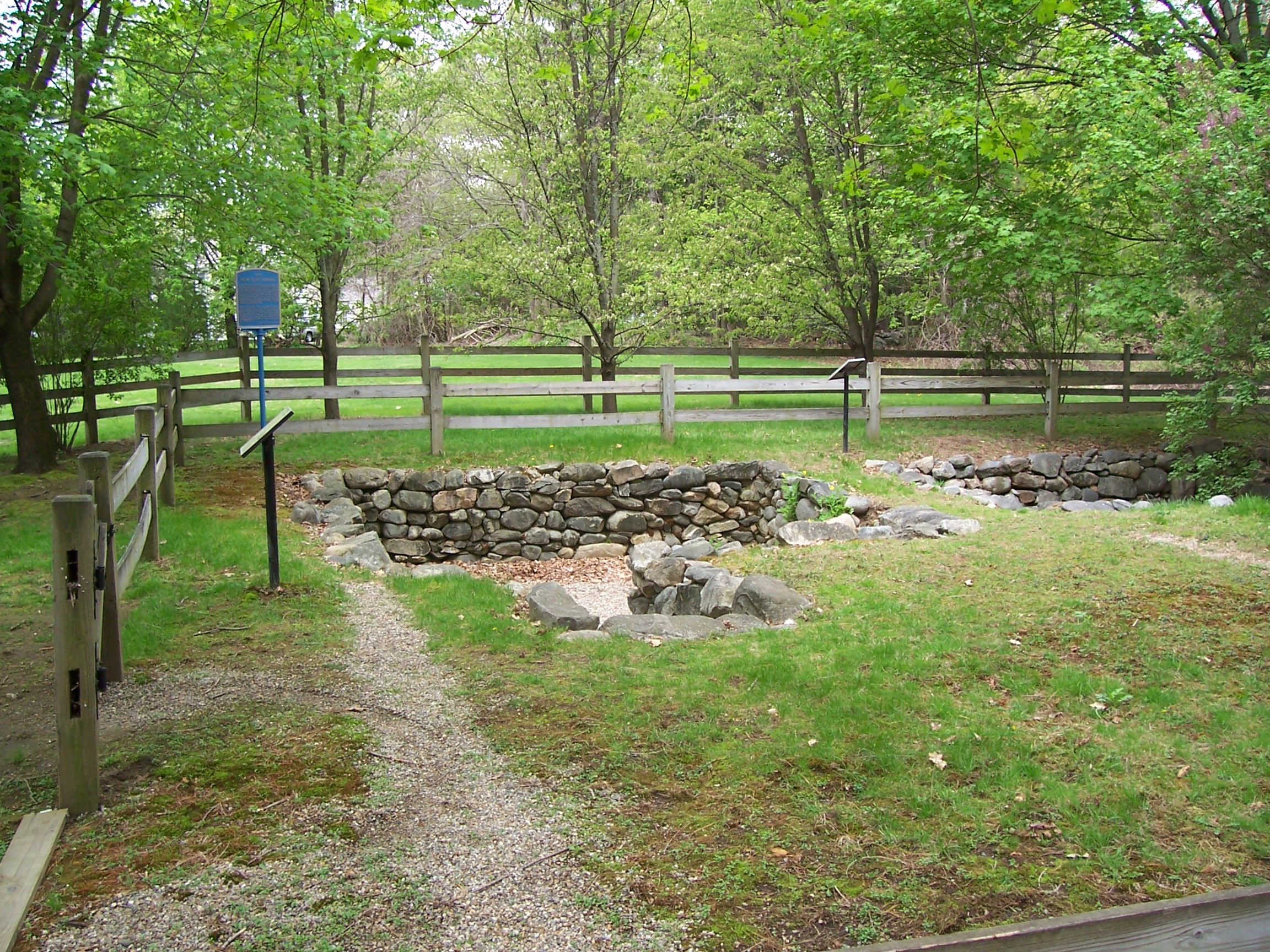
Sito archeologico della canonica di Salem

Salem Village, ora noto come città di Danvers, era un piccolo insediamento nato nel 1636 per volontà delle autorità della vicina città di Salem (chiamata Salem Town per distinguerla dal villaggio) e fino alla metà del XVIII secolo rimase una frazione di Salem Town. Nonostante le molte proteste e petizioni da parte di abitanti del Village per reclamare maggiore autonomia dalla Town, gli abitanti del villaggio erano equamente divisi tra chi desiderava trasformare il villaggio in una comunità indipendente e chi sentiva l'esigenza di rimanere legati a Salem Town.
In quegli anni era da poco terminato un lungo scontro armato chiamato Guerra di re Filippo, che aveva visto opposti i coloni inglesi ad alcune tribù native americane. Il conflitto coinvolse anche il Massachusetts che, nonostante la vittoria inglese, rimase esposto alle scorrerie dei nativi americani per molto tempo, anche durante i processi per stregoneria.
Nello stesso periodo la colonia era rimasta senza governo, dopo la sospensione del trattato di Bay-Colony del 1684 e la ribellione del 1689. Il nuovo governatore nominato dalla corona inglese, Sir William Phips, arrivò a Boston solo il 14 maggio 1692 e prestò giuramento due giorni dopo insieme al suo vice William Stoughton.

## Decorso del processo

### Il pretesto
Nell'inverno fra il 1691 e il 1692 Elizabeth "Betty" Parris e Abigail, rispettivamente figlia e nipote del pastore Samuel Parris, iniziarono a comportarsi in modo inusuale: in particolare a rimanere taciturne, a nascondersi dietro vari oggetti e a strisciare sul pavimento. Nessuno dei medici interpellati riuscì a dare una spiegazione dei disturbi delle ragazze: uno dei dottori, William Griggs, concluse che poteva essere un caso di possessione diabolica. Egli non avrebbe quindi potuto curare le due ragazze, perché il "malocchio" non era una malattia, bensì un crimine perpetrato da una strega o da un mago a danno di un'altra persona, di competenza delle autorità giudiziarie.
L'attribuzione alla stregoneria della causa dei comportamenti anomali delle due giovani non era un fatto automatico nella cultura di quel gruppo sociale. All'inizio il comportamento delle ragazze fu interpretato solo come bizzarro. Un contemporaneo, Robert Calef, ne riporta un resoconto: «Entravano nelle buche e strisciavano sotto sedie e sgabelli [...] [con] svariate posizioni e buffi gesticolii, [e] facevano discorsi ridicoli e assurdi, incomprensibili per loro come per gli altri». Solo quando, a un mese dall'inizio del manifestarsi dei casi, essi furono attribuiti agli effetti di un maleficio, le ragazze apparvero come tormentate.
In un primo momento il reverendo Parris decise di non rivolgersi alle autorità giudiziarie e chiese consiglio ad altri pastori locali, i quali gli consigliarono di affidarsi a Dio e di lasciare che il tempo facesse il suo corso. Tuttavia si erano diffuse voci sul malocchio e molti altri abitanti del villaggio premevano per risolvere la faccenda diversamente, dato che anche altre adolescenti iniziarono a comportarsi allo stesso modo.
Una donna del Village, Mary Sibley, propose un espediente, chiamato Witches cake (torta delle streghe) e usato nella tradizione popolare per identificare le streghe. Si preparava una focaccia impastando segale e urina delle presunte streghe e poi la si dava in pasto a un cane, con la convinzione che l'animale, consumata la focaccia, sarebbe stato in grado di riconoscere e aggredire la strega responsabile del maleficio. L'espediente non sortì alcun effetto, salvo far ammalare l'animale.
Elizabeth Parris e Abigail Williams, insieme ad altre ragazze, Ann Putnam, Betty Hubbard, Mercy Lewis, Susannah Sheldon, Mercy Short e Mary Warren, furono incalzate a rivelare i nomi di altre ragazze, che potessero essere streghe o possedute dal demonio. Betty e Abigail accusarono una schiava indiana (o africana), Tituba Indians, di proprietà del pastore Parris. Il 25 febbraio la dodicenne Ann Putnam e la quattordicenne Elizabeth Hubbard confermarono l'accusa e nei tre giorni successivi indicarono altre due donne come streghe: Sarah Osborne e Sarah Good. La prima era una signora anziana e inferma, che aveva dato al suo compagno gli averi, che avrebbe dovuto lasciare in eredità ai figli del suo primo marito; la seconda era una mendicante nota in città, figlia di un oste francese, che fu accusata solo perché parlava spesso da sola.

### I primi arresti e gli interrogatori
Dopo le prime delazioni delle ragazze, fu istituito un tribunale composto da due membri dell'assemblea legislativa provinciale, Jonathan Corwin e John Hathorne. La sede fu stabilita nella Meeting House, cioè l'edificio adibito alla vita pubblica del villaggio. Il 29 febbraio Sarah Osborne, Sarah Good e Tituba Indians furono arrestate con l'accusa di stregoneria. Il giorno seguente si tennero i primi interrogatori: la Osborne e la Good si dichiararono innocenti, mentre Tituba confessò di essere una strega. La comunità del villaggio credette alla confessione fatta sotto tortura dalla schiava e il 1º marzo 1692 le tre donne furono incarcerate.
Tuttavia le manifestazioni della presunta isteria non cessarono e la caccia alle streghe continuò. Seguirono accuse rivolte anche ad altre persone: Dorothy Good (la figlia di 4 anni di Sarah Good, nel processo chiamata erroneamente Dorcas), Abigail e Deliverance Hobbs, Martha Corey ed Elizabeth Proctor. Il numero delle persone incarcerate continuò a crescere. Nella seconda settimana di marzo, Ann Putnam accusò Martha Cory e Rebecca Nurse di essere la causa dei suoi tormenti: si trattava di due rispettabili signore del Village, appartenenti alla chiesa locale e quindi ritenute prima di allora al di sopra di ogni sospetto.
Poi fu la volta di alcuni congiunti degli accusati: Giles Corey (marito di Martha), John Proctor (marito di Elizabeth) e la sorella dell'infermiera Sarah Cloyce. Intanto le autorità religiose invitarono i fedeli alla preghiera e Deodat Lawson, che in passato era stato ministro di culto a Salem, raggiunse il villaggio per constatare di persona la situazione. Mentre si trovava in casa di Parris, assistette di persona a una crisi della nipote Abigail Williams, che si mise a correre, urlando e dimenandosi, per la casa e, giunta nella stanza dove i due uomini stavano parlando, cominciò a lanciare contro di loro tizzoni raccolti dal camino. Lawson decise di restare per aiutare gli abitanti di Salem e il 20 marzo alla Meeting House pronunciò un sermone contro la stregoneria. Anche in questa occasione Abigail si comportò in modo strano: si rivolse a lui in tono beffardo, mentre un'altra ragazza iniziò a strillare, dicendo di vedere un uccello posarsi sul cappello di Lawson, cappello però appoggiato su di un attaccapanni.
Le proporzioni del caso erano nel frattempo aumentate e si erano allargate a tutta la colonia del Massachusetts, tanto che l'11 aprile la sede del processo fu spostata a Salem Town e i membri della corte aumentarono: tra questi c'erano anche dei pastori. Abigail Williams accusò George Borroughs, ex-pastore al villaggio, che al tempo dei fatti si era trasferito nel Maine, dichiarando che era uno stregone e che aveva provocato lui i casi di presunta isteria che colpivano le adolescenti. Borroughs fu dunque convocato per essere interrogato.

### I processi

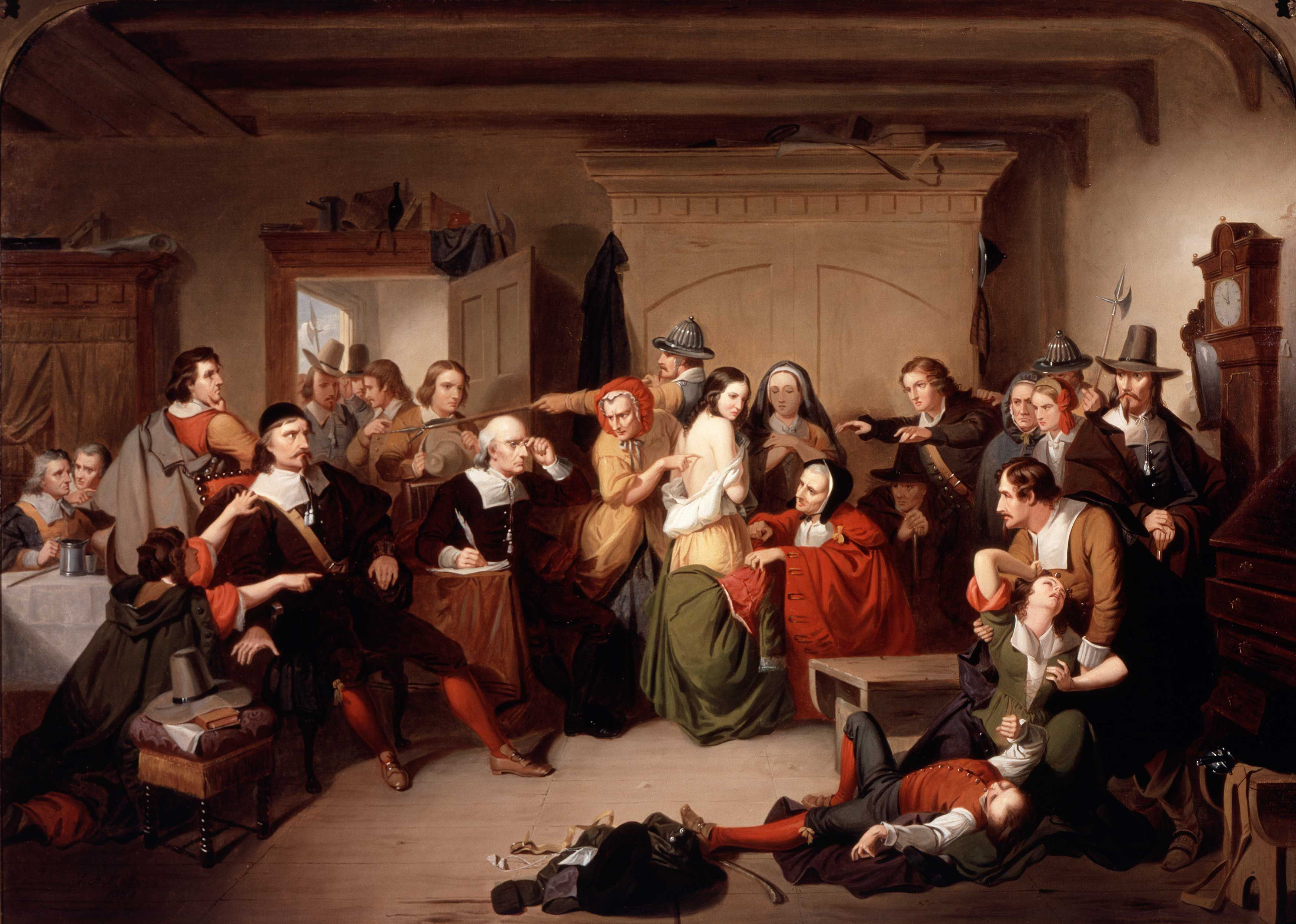
Examination of a Witch (1853) di T. H. Matteson, ispirato ai processi di Salem

Benché ad aprile le carceri fossero piene di sospettati, non era stato ancora possibile iniziare un processo. Il Massachusetts era infatti privo di un governatore dal 1689 e la legge vietava di iniziare un processo in assenza di un'autorità ufficiale. Durante la detenzione morirono Sarah Osborne e la figlia appena nata di Sarah Good; altri carcerati si ammalarono. Alla fine del mese di maggio, i reali inglesi inviarono a Salem il governatore Sir William Phips per avviare le udienze del processo (in inglese Oyer and Terminar). La corte era composta da sei membri nominati da lui e presieduta dal vice governatore William Stoughton.
Il primo processo si tenne il 2 giugno e si concluse con la condanna a morte per impiccagione di Bridget Bishop, che fu giustiziata il 10 dello stesso mese: il luogo dove si svolse l'esecuzione è noto come witches' hill, la collina delle streghe. La seconda seduta ebbe luogo il 29 giugno e furono processate cinque donne, tutte condannate a morte. Il 5 agosto si tennero altri sei processi, che ebbero come verdetto altrettante condanne a morte, di cui però solo 5 vennero eseguite: Elizabeth Proctor era incinta e l'esecuzione fu rinviata. Si tenne anche il processo di George Borroughs, che si difese strenuamente in aula e terminò recitando il Padre nostro: anch'egli fu condannato a morte.
All'inizio di settembre altre sei persone furono condannate alla pena capitale: una condanna fu però sospesa, mentre un'altra persona riuscì a evadere dal carcere e fuggire. In totale furono quindi eseguite quattro condanne. Il 17 settembre si tenne l'ultima udienza della corte, in cui furono condannate all'impiccagione nove persone, anche se in cinque casi venne commutata la pena. Il contadino ottantenne Giles Corey, marito di Martha Corey, non riconoscendo l'autorità della corte, era rimasto in silenzio durante il suo processo. Fu sottoposto alla tortura prevista in questi casi nel diritto penale inglese dell'epoca: fu fatto sdraiare prono a terra e gli vennero posti dei pesi sul corpo, in modo da schiacciargli il torace e costringerlo a parlare. Corey rimase in silenzio e morì soffocato.
Con una sola eccezione, tutti coloro che furono dichiarati colpevoli di stregoneria furono condannati a morte: i condannati che si riconoscevano colpevoli e facevano i nomi di altri sospettati non furono giustiziati. Oltre a quella di Elizabeth Proctor, anche l'esecuzione di un'altra accusata fu posticipata a causa della gravidanza fino al parto. Nell'arco di quattro esecuzioni del corso dell'estate, furono impiccate diciannove persone (fra le quali un pastore e un militare, che si era rifiutato di continuare ad arrestare i sospettati di stregoneria), di cui almeno tre fino ad allora molto stimate della comunità.
Il 22 settembre fu il giorno delle ultime esecuzioni. Una leggenda racconta che, mentre il carro, che trasportava i condannati, si dirigeva verso il patibolo, una ruota si infilò in una buca nel terreno. Le ragazze ritenute vittime del maleficio, che assistevano alla scena, gridarono che il diavolo stava cercando di salvare i suoi seguaci. Sei delle persone giustiziate erano uomini; le altre erano per lo più donne anziane, che vivevano in condizioni di povertà estrema. Durante il processo contro le streghe a Salem non furono effettuati i raccolti e i bovini furono abbandonati. I mulini restarono fermi, poiché i proprietari risultavano scomparsi, il personale era stato arrestato, oppure i lavoratori frequentavano le udienze del processo per il puro piacere dello spettacolo.

### Gli accusati
In totale furono processate 144 persone, delle quali 54 confessarono di essere streghe. Le condanne a morte per stregoneria eseguite furono 19; Giles Corey, torturato per essersi rifiutato di testimoniare durante il processo a suo carico, morì per schiacciamento del torace. Sul totale degli imputati processati, solo 25 abitavano a Salem Village: tra i forestieri, 17 provenivano da Salem Town, 66 dalle città limitrofe (Andover, Rowley, Topsfield, Ipswich, Lynn e Reading) e 30 da altre 14 località del Massachusetts.
L'estrazione sociale degli accusati era molto varia: Tituba Indians, la prima sospettata, era una schiava indiana, ma i processi coinvolsero anche persone agiate, come George Burroughs, pastore e proprietario di terre in Inghilterra. Con l'estendersi dei processi all'intera contea di Essex, molte personalità del Massachusetts del tempo finirono tra gli accusati, anche se non furono mai chiamate in giudizio: tra queste Nathaniel Saltonstall (consigliere del governatore Phips), due membri del governo provinciale (figli del governatore a riposo Simon Bradstreet) e perfino Lady Phips, moglie del governatore. Delle 144 persone processate, 106 erano donne e 38 uomini.

## La critica successiva

### La polemica dei pastori
Sebbene tra giugno e settembre fossero state giustiziate diciannove persone e più di un centinaio fossero state incarcerate, i casi di presunta isteria nelle adolescenti erano continuati per tutta l'estate. Il lavoro della Court of Oyer and Terminar aveva suscitato polemiche e molti avevano difeso gli imputati con petizioni e testimonianze a favore: soprattutto la procedura usata dalla corte fu oggetto di aspre polemiche. Il processo arrivò presto a una paralisi, mentre continuava a incombere la minaccia degli indiani a ovest.
Non tutti concordavano che la causa dei mali delle adolescenti fosse opera di streghe. Alcune di quelle ragazze avevano praticato esperimenti di divinazione nelle settimane precedenti al manifestarsi degli attacchi e, poiché la divinazione, come altre pratiche magiche, era condannata dal puritanesimo come attività molto affine alla stregoneria, ci fu chi sospettò che fossero state esse stesse la causa del loro stesso male. Altri nutrivano dubbi sulla veridicità dei loro attacchi: ci fu chi testimoniò contro di loro, dichiarando di averle sentite confessare di aver finto di essere vittime di un maleficio.
La critica più forte venne da alcuni membri della chiesa puritana della colonia, fra cui Thomas Brattle e Increase Mather (e in parte il figlio di quest'ultimo, Cotton Mather, il cui ruolo nei processi è però storicamente controverso), che spinsero il governatore Phips a fermare i processi. La loro guida era il reverendo Increase Mather, personaggio eminente in ambito locale: era stato rappresentante della colonia a Londra e aveva avuto non poco peso nella nomina dello stesso Phips a governatore. Nel suo documento Case of coscience concerning evil spirits personating men (Caso di coscienza riguardo agli spiriti maligni che impersonano uomini) Mather contestò apertamente il lavoro della corte, ottenendo l'appoggio dei reverendi più influenti del Massachusetts orientale.

### La questione delle prove e i metodi d'indagine
Mather non discusse l'attribuzione alla stregoneria dell'origine dei sintomi manifestati dalle adolescenti di Salem, ma espresse forti riserve sulla regolarità dei processi, il cui svolgimento non era stato conforme alle leggi civili e a quella di Dio, in particolare nella raccolta e nella convalida delle prove.
Secondo le leggi in vigore all'epoca, una condanna a morte poteva essere emessa solo in presenza di prove certe. Mather sostenne che le tesi dell'accusa, le deposizioni dei testimoni e le eventuali confessioni degli imputati avrebbero dovuto essere sostenute da riscontri, mentre il tipo di prove ammesse durante il processo di Salem e tenute in grande considerazione dai giudici erano praticamente impossibili da verificare.
Tra queste vi era la credenza che streghe e stregoni non conoscessero le preghiere cristiane e non fossero in grado di recitarle. Un errore da parte di un imputato nel recitare una preghiera poteva essere considerato un elemento probatorio a favore dell'accusa. Durante il processo a suo carico George Burroughs concluse la sua difesa recitando alla perfezione il Padre Nostro: impressionò i presenti in aula, ma non scampò la condanna a morte.
Le accuse di molti testimoni si basarono su sogni, visioni o premonizioni. Nel corso delle udienze un ruolo probatorio molto importante fu attribuito anche alle ragazze ritenute vittime di un maleficio. Si credeva che le persone colpite da malefici manifestassero reazioni particolari in presenza dell'autore del maleficio: per questa ragione le ragazze spesso furono fatte sedere nella prima fila dell'aula e il loro comportamento fu osservato, espediente che provocò aspre polemiche nei confronti della corte. Mather sottolineò che spesso la loro presenza disturbava il processo. Durante l'interrogatorio di Martha Corey, per esempio, le ragazze dichiararono di avvertire dolore, quando l'imputata si mordeva le labbra o si torceva le mani: in aula sorsero disordini, che culminarono in un tentativo di aggressione alla Corey.

### La fine dei processi
Agli inizi di ottobre Mather tenne un sermone, criticando aspramente la Court of Oyer and Terminar e dichiarando che sarebbe stato meglio che dieci streghe fossero rimaste libere piuttosto che un solo innocente fosse stato condannato ingiustamente. In novembre il governatore William Phips ordinò la sospensione dei processi e nei primi mesi dell'anno successivo fu istituita una speciale corte di giustizia per esaminare i casi pendenti. Benché essa comprendesse alcuni membri della Court of Oyer and Terminar, Phips limitò i poteri della corte e dispose l'inammissibilità come prova delle visioni dei testimoni. La corte assolse 49 persone ancora detenute e ne condannò altre tre con pena sospesa per volontà del governatore.

### Peculiarità del processo
Il processo di Salem presentò peculiarità, che lo distinsero da altri fatti riguardanti la stregoneria avvenuti in precedenza nel New England. Fu il più importante in termini di persone coinvolte e si estese all'intera contea di Essex: nella vicina città di Andover si verificarono più arresti che nella stessa Salem. Rispetto ai tradizionali processi per stregoneria, a Salem anche i parenti degli accusati furono sospettati del medesimo reato, per esempio nel caso delle famiglie Proctor e Corey.
Per quel che concerne gli accusatori, mentre solitamente essi erano donne adulte (più del 95 % delle denunce durante l'inquisizione, era sporto da donne, come attestano le lettere di cui esiste ancora abbondante reperibilità nelle università e nei comuni) nel caso di Salem svolsero un ruolo importante giovani donne di età inferiore ai 25 anni, incluse alcune delle ragazze presunte vittime di malefici. La maggior parte delle accuse provenne proprio da loro, anche se a volte si limitarono ad avallare accuse altrui. Dopo il processo, queste ragazze persero il credito di cui avevano goduto durante i processi.

## I processi di Salem nella letteratura e neimedia
Nell'immaginario collettivo americano, la caccia alle streghe di Salem conserva un forte impatto e continua a essere fonte d'ispirazione per opere letterarie, cinematografiche, teatrali e televisive.

### Letteratura
A partire dal XIX secolo, molte opere letterarie si sono ispirate ai processi del 1692. La lettera scarlatta (1850), romanzo di Nathaniel Hawthorne (nativo di Salem e discendente di John Hathorne, uno dei giudici) narra il processo a una donna nel Massachusetts della fine del Seicento, anche se l'accusa è adulterio e non stregoneria. Nel 1859 Elizabeth Gaskell pubblicò un racconto intitolato La strega Lois, ispirato alla vicenda di una delle donne processate, Rebecca Nurse. Giles Corey (1893) di Mary Eleanor Wilkins Freeman è un racconto ispirato a un'imputata dei processi di Salem.
La letteratura di genere horror ha a lungo sfruttato la vicenda della caccia alle streghe di Salem. Lo statunitense Howard Phillips Lovecraft, per esempio, ambientò alcuni dei suoi racconti in una città immaginaria del Massachusetts, chiamata Arkham, fondata da rifugiati dei processi: chiari sono i riferimenti nel racconto I sogni nella casa stregata (1933).

### Teatro
Nel gennaio del 1953 a Broadway andò per la prima volta in scena Il crogiuolo del commediografo statunitense Arthur Miller, drammatizzazione dei processi del 1692. Molti dei personaggi sono storici, ma la trama non è totalmente fedele alla vicenda: ad esempio, per giustificare una relazione tra John Proctor e Abigail Williams l'età della ragazza è stata aumentata da 12 a 17 anni e il numero dei giudici coinvolti è significativamente minore. L'opera era un'allusione al maccartismo, non a caso soprannominato "caccia alle streghe rosse".

### Cinema
Nel 1937 uscì La vergine di Salem di Frank Lloyd; nel 1942 Ho sposato una strega, diretto da René Clair; nel 1993 fu realizzato Hocus Pocus, diretto da Kenny Ortega. Due gli adattamenti cinematografici dell'opera teatrale Il crogiuolo: Le vergini di Salem, uscito nel 1957 con la regia di Raymond Rouleau e interpretato da Yves Montand e Simone Signoret, e La seduzione del male, diretto da Nicholas Hytner nel 1996 e interpretato, tra gli altri, da Daniel Day-Lewis e Winona Ryder. Del 2013 il film horror Le streghe di Salem, scritto e diretto da Rob Zombie.

### Televisione
In molte serie televisive e film per la televisione statunitensi compaiono riferimenti ai fatti del 1692: 
- le sorelle Halliwell, protagoniste di Streghe, discendono da Melinda Warren, strega uccisa da un maleficio presso Salem;
- Sabrina, protagonista di Sabrina, vita da strega, ha un gatto nero chiamato Salem, che in realtà è uno stregone;
- gli antenati di Samantha, protagonista di Vita da strega, sono vissuti a Salem e il riferimento alla città e alla caccia alle streghe ricorre in alcuni episodi della serie;
- in The Vampire Diaries la strega Bonnie Bennett, interpretata da Kat Graham, discende da una delle streghe di Salem;
- un episodio del podcast "Lore" fatto a serie di Amazon Prime Video è dedicato alla storia del processo delle streghe di Salem;
- in American Horror Story: Coven tutti i personaggi sono streghe, che discendono da quelle di Salem: nella finzione le vere streghe si sottrassero al processo, facendo condannare delle innocenti al loro posto;
- nel film L'apprendista stregone, una strega intrappolata nella Grimold si chiama Abigail Williams ed è anche citata la città di Salem;
- il processo alle streghe di Salem è citato brevemente all'inizio del film Hot Chick - Una bionda esplosiva;
- nella serie televisiva True Blood il processo è menzionato nel quarto episodio della quarta stagione;
- la serie Salem è ambientata nella cittadina omonima: vi recitano Janet Montgomery e Ashley Madekwe come streghe dell'Essex.
- nel terzo episodio della seconda stagione della serie Wednesday (2025) viene menzionato il processo alle streghe di Salem, utilizzato da Morticia Addams per far addormentare la piccola Wednesday.

### Fumetti, animazione e videogiochi
- Una ricostruzione della vicenda ricorre nelle storie pubblicate nel 1976 sui numeri 41-4 di Marvel Team-Up, con Spider-Man come protagonista.
- Nell'albo di Zagor La notte del diluvio, pubblicato nel 1987, l'eroe di Darkwood giunge in una cittadina chiamata New Salem, costruita dagli abitanti di Salem sfuggiti alla caccia alle streghe del 1692.
- In Star Trek (serie animata) nell'episodio Le magie dei Megas-Tu del 1973 l'astronave Enterprise entra in contatto con degli alieni dai poteri esoterici che dichiarano di essere le streghe di Salem, in verità visitatori cosmici che furono perseguitati dall'umanità solo perché incompresi e temuti. Quindi, in una sorta di contrappasso dantesco, l'equipaggio umano dell'Enterprise viene catturato, messo alla gogna in una ricostruzione di Salem realizzata sul pianeta degli alieni e processato con l'accusa di appartenere a una specie intollerante e meschina.
- Il sesto episodio della serie televisiva Filmation's Ghostbusters tratta di un viaggio indietro nel tempo in quel periodo.
- Nell'anime del 2002 Witch Hunter Robin, diretto da Shukō Murase, la protagonista è una diretta discendente dalle streghe di Salem e incontra l'unica strega sopravvissuta, acquisendone i poteri.
- Nel 2014 è uscito un videogioco per PlayStation 3, PlayStation 4, Xbox 360 e Xbox One intitolato Murdered: Soul Suspect, ambientato a Salem, nel quale il protagonista, ucciso da un misterioso serial killer, diviene un fantasma e continua le indagini sul suo stesso omicidio e sull'assassino che sta terrorizzando la città, scoprendo varie connessioni con i processi alle streghe.
- Sempre nel 2014, inoltre, uscì un videogioco casual esclusivamente online chiamato "Town of Salem" dedicato alle piattaforme Windows, Android e iOS. L'ambientazione riguarda la città di Salem con annessi i nomi dei vari protagonisti durante il processo alle streghe avvenuto nel XVII secolo. Il gioco è composto da una vasta quantità di ruoli, ciascuno con la propria qualità: i buoni (townies) contro i cattivi (mafia, neutrali, Coven). Lo scopo è quello di linciare e uccidere i propri rivali per prevalere sugli altri tramite la chat, i voti sul patibolo, i sussurri con altri giocatori e le abilità notturne. È un gioco basato sulla psicologia dei giocatori, i quali devono farsi strada verso la vittoria sia in squadra che da solisti traendo gli avversari in inganno e utilizzando al meglio il proprio intuito.
- Nel 2019 viene pubblicata per Diabolo Edizioni la graphic novel “Le figlie di Salem”, di Thomas Gilbert, che unendo fatti reali a narrazione di fantasia, racconta le origini e lo svolgimento del processo dal punto di vista di Abigail.[18]
- Nel videogioco Fate/Grand Order è presente un personaggio basato su Abigail Williams.
- Nel 2020 venne pubblicato il videogioco The Dark Pictures: Little Hope, secondo capitolo della Dark Pictures Anthology, interamente dedicato alle persecuzioni verso le streghe nel 1692.